# Nagrada "Ranko Marinković"
Nagrada "Ranko Marinković" hrvatska je književna je nagrada koju dodjeljuje dnevnik Večernji list za najbolju kratku priču.

## Povijest
Od 1964. godine Večernji list svake subote objavljuje prozne tekstove poznatih i manje poznatih autora. Prve nagrade za kratku priču dodijeljene su 8. siječnja 1966. godine. Tada su u izbor za nagrade uzete sve objavljene priče domaćih autora do 1966. godine.
Nakon toga, iste godine, raspisan je prvi Natječaj Večernjeg lista za kratku priču s utvrđenim propozicijama. Rezultati toga, prvoga jednogodišnjeg natječaja, objavljeni su 14. siječnja 1967. godine. Članovi ocjenjivačkog suda bili su Vlatko Pavletić, Jozo Puljizević, Tomislav Sabljak (idejni začetnik natječaja), Danko Oblak i Ivo Hrčić, apsolvent prava, kao predstavnik čitatelja.
Tijekom godina u natječaju je sudjelovalo više tisuća autora, i to od najboljih hrvatskih pisaca do književnih početnika. Od 2001. godine nagrada se zove po hrvatskome književniku Ranku Marinkoviću koji je bio i višegodišnjim članom žirija. Od 2006. godine natječaj ima nove propozicije, a priče se umjesto na stranicama lista objavljuju u online izdanju.

## O nagradi
Natječaj je javan, priče pod pseudonimima ne objavljuju se, priča može imati najmanje 120, a najviše 180 redaka i tema je slobodna. Pravo natjecanja imaju svi građani Republike Hrvatske i građani iz inozemstva koji pišu hrvatskim jezikom.
Nagrađenima se dodjeljuju tri diplome: zlatna, srebrna i brončana, te tri novčane nagrade.

## Dosadašnji dobitnici
- 1. nagrada: Vojin Jelić
- 2. nagrada: Mirjana Matić-Halle
- 3. nagrada: Fedor Vidas

1967.
- 1. nagrada: Slobodan Novak, Razarma
- 2. nagrada: Fedor Vidas, Pas
- 3. nagrada: Giacomo Scotti, Moja majka

1968.
- 1. nagrada:
- 2. nagrada:
- 3. nagrada:

1969.
- 1. nagrada:
- 2. nagrada:
- 3. nagrada:

1970.
- 1. nagrada:
- 2. nagrada:
- 3. nagrada:

1971.
- 1. nagrada:
- 2. nagrada:
- 3. nagrada:

1972.
- 1. nagrada:
- 2. nagrada:
- 3. nagrada:

1973.
- 1. nagrada:
- 2. nagrada:
- 3. nagrada:

1974.
- 1. nagrada:
- 2. nagrada:
- 3. nagrada:

1975.
- 1. nagrada:
- 2. nagrada:
- 3. nagrada:

1976.
- 1. nagrada:
- 2. nagrada:
- 3. nagrada:

1977.
- 1. nagrada: Višnja Stahuljak, Telefon
- 2. nagrada:
- 3. nagrada:

1978.
- 1. nagrada: Marija Peakić, Natječaj za kratki život
- 2. nagrada:
- 3. nagrada:

1979.
- 1. nagrada:
- 2. nagrada:
- 3. nagrada:

1980.
- 1. nagrada:
- 2. nagrada:
- 3. nagrada:

1981.
- 1. nagrada: Jara Ribnikar, za Govorio je isledniku
- 2. nagrada: Sanja Pilić, za Ah, ludnica
- 3. nagrada:

1982.
- 1. nagrada:
- 2. nagrada:
- 3. nagrada:

1983.
- 1. nagrada:
- 2. nagrada:
- 3. nagrada:

1984.
- 1. nagrada:
- 2. nagrada:
- 3. nagrada:

1985.
- 1. nagrada:
- 2. nagrada:
- 3. nagrada:

1986.
- 1. nagrada:
- 2. nagrada:
- 3. nagrada:

1987.
- 1. nagrada:
- 2. nagrada:
- 3. nagrada:

1988.
- 1. nagrada:
- 2. nagrada:
- 3. nagrada:

1989.
- 1. nagrada:
- 2. nagrada:
- 3. nagrada:

1990.
- 1. nagrada:
- 2. nagrada:
- 3. nagrada:

1991.
- 1. nagrada:
- 2. nagrada:
- 3. nagrada:

1992.
- 1. nagrada:
- 2. nagrada:
- 3. nagrada:

1993.
- 1. nagrada:
- 2. nagrada:
- 3. nagrada:

1994.
- 1. nagrada:
- 2. nagrada:
- 3. nagrada:

1995.
- 1. nagrada: Miro Gavran, Spašavanje medvjeda
- 2. nagrada:
- 3. nagrada:

1996.
- 1. nagrada:
- 2. nagrada:
- 3. nagrada:

1997.
- 1. nagrada:
- 2. nagrada:
- 3. nagrada:

1998.
- 1. nagrada:
- 2. nagrada:
- 3. nagrada:

1999.
- 1. nagrada:
- 2. nagrada:
- 3. nagrada:

2000.
- 1. nagrada:
- 2. nagrada: Luko Paljetak, Pisma
- 3. nagrada:

2001.
- 1. nagrada: Rade Jarak, Nino Rovinjež
- 2. nagrada:
- 3. nagrada:

2002.
- 1. nagrada: Luko Paljetak, Tigrica
- 2. nagrada: Jozefina Dautbegović, Čovjek koji je kupovao kuću
- 3. nagrada: Tihomir Horvat, Penjači

2003.
- 1. nagrada: Pavao Pavličić, Što da se radi s Krležom
- 2. nagrada: Robert Mlinarec, Smrt u Švedskoj
- 3. nagrada: Miroslav Mićanović, Buka i bijes

2004.
- 1. nagrada: Željko Kocaj, Buka, bijes i autobus
- 2. nagrada: Davor Slamnig, Teletabisi
- 3. nagrada: Davor Mojaš, Gizelina jesen

2005.
- 1. nagrada: Borislav Vujčić, Zaštićeni svjedok
- 2. nagrada: Zdravko Prlenda, Koraci na kaldrmi
- 3. nagrada: Romana Brolih, Ko je to došel, Cilika?

2006.
- 1. nagrada: Davor Slamnig, Kak smo postali Dalmatinci
- 2. nagrada: Bruno Profaca, Tiho brodsko ludilo
- 3. nagrada: Sanja Pilić, Muškarci mog života

2007.
- 1. nagrada: Olja Savičević Ivančević, Heroj
- 2. nagrada: Miroslav Mićanović, Vrt s tisuću i jednom žaruljom
- 3. nagrada: Denis Stošić, Mačka

2008.
- 1. nagrada: Zvonimir Majdak, Apokrifna povijest Zagreba, kratka
- 2. nagrada: Tatjana Lukarić, Odgoj djevojaka u dijaspori
- 3. nagrada: Dorta Jagić, Ženski zatvor

2009.
- 1. nagrada: Zoran Malkoč, Kad sam bio bako Pila, mrtva, a u najboljim godinama
- 2. nagrada: Roman Simić Bodrožić, Dvoje djece
- 3. nagrada: Marina Šur Puhlovski, Zovem se Marta

2010.
- 1. nagrada: Luko Paljetak, Ružičasti kontejner
- 2. nagrada: Irena Škorić, Vikend
- 3. nagrada: Dimitrije Popović, Porođaj

2011.
- 1. nagrada: Stjepan Čuić, Igra
- 2. nagrada: Ivana Simić Bodrožić, Nema mjesta
- 3. nagrada: Marijo Glavaš, Cipele

2012.
- 1. nagrada: Roman Simić Bodrožić, Na istok
- 2. nagrada: Dimitrije Popović, Orhideja
- 3. nagrada: Zoran Malkoč, A zaštas čupav ovi makaronje

2013.
- 1. nagrada: Korana Serdarević, Kravosas[3]
- 2. nagrada: Dimitrije Popović, Omča[4]
- 3. nagrada: Drago Štambuk, Praljin sin[5]

Ocjenjivački sud: Milivoj Solar (predsjednik), Tomislav Sabljak, Julijana Matanović, Zoran Ferić i Bojana Radović.
2014.
- 1. nagrada: Pavao Pavličić, Ugovor s Viragom[7]
- 2. nagrada: Luko Paljetak, Noge gospođe Agneze[8]
- 3. nagrada: Ivan Aralica, Salo[9]

Ocjenjivački sud: Milivoj Solar (predsjednik), Tomislav Sabljak, Julijana Matanović, Helena Sablić Tomić i Bojana Radović.
2015.
Pristiglo je 609 priča, a u razmatranje je ušlo 49 objavljenih tijekom natječaja.
- 1. nagrada: Ivana Šojat-Kuči, Hrabrost[12]
- 2. nagrada: Luko Paljetak, Varšavski koncert[13]
- 3. nagrada: Stijepo Mijović Kočan, Dovršen u 17,34[14]

Ocjenjivački sud: Milivoj Solar (predsjednik), Helena Sablić Tomić, Drago Glamuzina, Denis Derk i Tomislav Sabljak.
2016.
Pristiglo je 619 priča, a u razmatranje je ušlo 50 objavljenih tijekom natječaja.
- 1. nagrada: Korana Serdarević, Molim vas, pričekajte
- 2. nagrada: Julijana Matanović, Jedna muha i dva udarca
- 3. nagrada: Stjepan Tomaš, Čovjek koji je volio ptice

Ocjenjivački sud: Milivoj Solar (predsjednik), Helena Sablić Tomić, Bojana Radović, Seid Serdarević, Tomislav Sabljak i Denis Derk.
2017.
Pristigle su 963 priče, a u razmatranje je ušlo 59 objavljenih tijekom natječaja.
- 1. nagrada: Kristijan Vujičić, Zid mora pasti[17]
- 2. nagrada: Pavao Pavličić, Priča za Večernjakov natječaj[18]
- 3. nagrada: Marina Veljača, Znaš li tko sam ja?[19]

Ocjenjivački sud: Milivoj Solar (predsjednik), Helena Sablić Tomić, Milena Zajović, Seid Serdarević, Tomislav Sabljak i Denis Derk.
2018.
- 1. nagrada:
- 2. nagrada:
- 3. nagrada:

## Vanjske poveznice
Mrežna mjesta
- Kratka priča na stranicama Večernjeg lista